# Franz Grassler
Franz Grassler, auch Franz Graßler (* 22. Januar 1912 in Wien; † 28. Mai 1998), war ein österreichischer Jurist und Autor.

## Leben
Während des Zweiten Weltkriegs war Grassler Assessor bei Heinz Auerswald, dem deutschen Kommissar des Warschauer Ghettos, und dessen Vertreter.
Ab 1957 war Grassler Staatsanwalt und Oberlandesanwalt beim Bayerischen Verwaltungsgericht München.
Der passionierte Bergsteiger und Skiläufer war nach dem Zweiten Weltkrieg bis 1957 Hauptschriftleiter bei den Zeitschriften „Der Bergkamerad“ und „Der Winter“. Er war maßgeblich am Aufbau der Alpenvereinsführer beim Bergverlag Rother beteiligt. Grassler arbeitete unter anderem für die Bergsteigersendung beim Bayerischen Rundfunk und als Öffentlichkeitsreferent des Deutschen Alpenvereins. Von 1962 bis 1971 war er verantwortlich für die Bibliothek des Deutschen Alpenvereins.
Er erarbeitete 1982 die Alpenvereinseinteilung der Ostalpen (AVE), welche 1984 im Alpenvereinsjahrbuch Berg ’84 veröffentlicht wurde.
Er wurde als Zeuge von der Seite der Täter im Film Shoah von Claude Lanzmann interviewt, wobei er angab, sich kaum erinnern zu können. Lanzmann konfrontierte ihn mit Passagen aus dem Tagebuch des Vorsitzenden des Ältestenrats im Warschauer Ghetto, Adam Czerniaków. 
Sein Nachlass befindet sich im Archiv des Deutschen Alpenvereins.
Er ist nicht mit dem Bürgermeister von Mauer, Franz Graßler (1857–1934), zu verwechseln, nach dem die Franz-Graßler-Gasse in Wien benannt ist.